# Пашаева, Гюльшан Мамедали кызы
Гюльшан Мамедали кызы Пашаева (азерб. Gülşən Məmmədəli qızı Paşayeva; род. 1 августа 1961, Баку) — азербайджанский ученый, специалист в области международных отношений, конфликтологии, гендерной и языковой политики. Член Правления Центра анализа международных отношений (с 2019 года). Депутат Национального собрания Азербайджана VII созыва.

## Биография
Гюльшен Пашаева родилась 1 августа 1961 года в городе Баку в семье историка, профессора Мамедали Пашаева. После окончания средней школы № 159 в Баку с золотой медалью в 1978 году, поступила на филологический факультет Московского государственного университета по специальности «Структурная и прикладная лингвистика» и окончила его в 1983 году.

### Общественно-политическая деятельность
В 1996 году основала некоммерческую организацию «Центр исследования проблем конфликтологии» и возглавляла её до 2001 года. В 2001—2006 годах занимала должность национального координатора регионального проекта Фонда развития ООН для женщин по предотвращению конфликтов и установлению мира на Южном Кавказе. В 2007—2009 годах работала сотрудником представительства Отдела общественной информации ООН в Азербайджане.
С июля 2009 года работала начальником отдела анализа вопросов внешней политики Центра стратегических исследований при Президенте Азербайджана. В январе 2011 года была назначена заместителем директора этого центра. С июля 2018 года начала работать главным советником в Администрации Президента Азербайджана. 9 декабря 2019 года назначена членом Правления Центра анализа международных отношений.
1 сентября 2024 года выдвинула свою кандидатуру на внеочередных парламентских выборах в Азербайджане по избирательному округу № 13 Хазар-II. Согласно предварительным данным, опубликованным Центральной избирательной комиссией, она набрала 48,5 % голосов избирателей и стала лидером в своем округе. 21 сентября Конституционный суд Азербайджана подтвердил результаты выборов, и Пашаева была избрана депутатом Национального собрания Азербайджана. 30 сентября была избрана членом Комитета по обороне, безопасности и борьбе с коррупцией, Комитета по международным отношениям и межпарламентским связям, а также Временной комиссии по противодействию внешним вмешательствам и гибридным угрозам Национального собрания Азербайджана. Также является членом Комитета межпарламентского сотрудничества между Азербайджаном и Европейским союзом и Парламентской ассамблеи Организации по безопасности и сотрудничеству в Европе (ОБСЕ). 

### Академическая деятельность
После завершения высшего образования в Москве и возвращения в Азербайджан, с 1983 по 2001 годы работала в Бакинском государственном университете на факультете филологии на кафедре общего языкознания в должностях старшего лаборанта, преподавателя, старшего преподавателя и доцента. После окончания очной аспирантуры защитила кандидатскую диссертацию и в 1990 году получила ученую степень кандидата филологических наук по специальности «Теория языкознания».
Пашаева специализируется на решении конфликтов, безопасности, вопросах гендера и языковой политики. В период с августа по декабрь 1995 года участвовала в программе «Партнеры в конфликтах — создание мостов мира на Южном Кавказе» в США, организованной Центром международного развития и разрешения конфликтов Мэрилендского университета. В июне — июле 2000 года прошла обучение по теме «Посредничество» в Австрийском исследовательском центре по вопросам мира и конфликтов, расположенном в Штатшлайнге, Австрия. В апреле — мае 2001 года также участвовала в тренинге по разрешению конфликтов, проводившемся Центром исследований мира и конфликтов Уппсальского университета в Швеции.
Преподавала дисциплины «Региональные конфликты», «Процесс переговоров» и «Посредничество» в нескольких государственных и частных университетах Азербайджана. С октября 1998 года по апрель 1999 года проводила исследования по техникам разрешения конфликтов и процессу переговоров в Школе права и дипломатии Флетчера при Университете Тафтс (США) по программе Фулбрайт.
С 1996 по 2024 год принимала участие в более чем 140 международных конференциях, семинарах и тренингах, проведённых в различных странах мира. Является автором более 130 научно-публицистических статей и монографии, в том числе «Средства выражения гендера в языках различных систем». Также является соавтором трёх книг, из которых две опубликованы за границей: «The EU Eastern Partnership: Common Framework or Wider Opportunity?» (2012), «Cooperation in Eurasia: Linking Identity, Security, and Development» (2016) и «Trapped between War and Peace: The Case of Nagorno-Karabakh» (2017).

## Награды
- Медаль «Прогресс» (10 ноября 2017, в связи с 10-летием создания Центра стратегических исследований при Президенте Азербайджана и за эффективную деятельность в общественно-политической жизни страны)[19].